# Joop Wolff

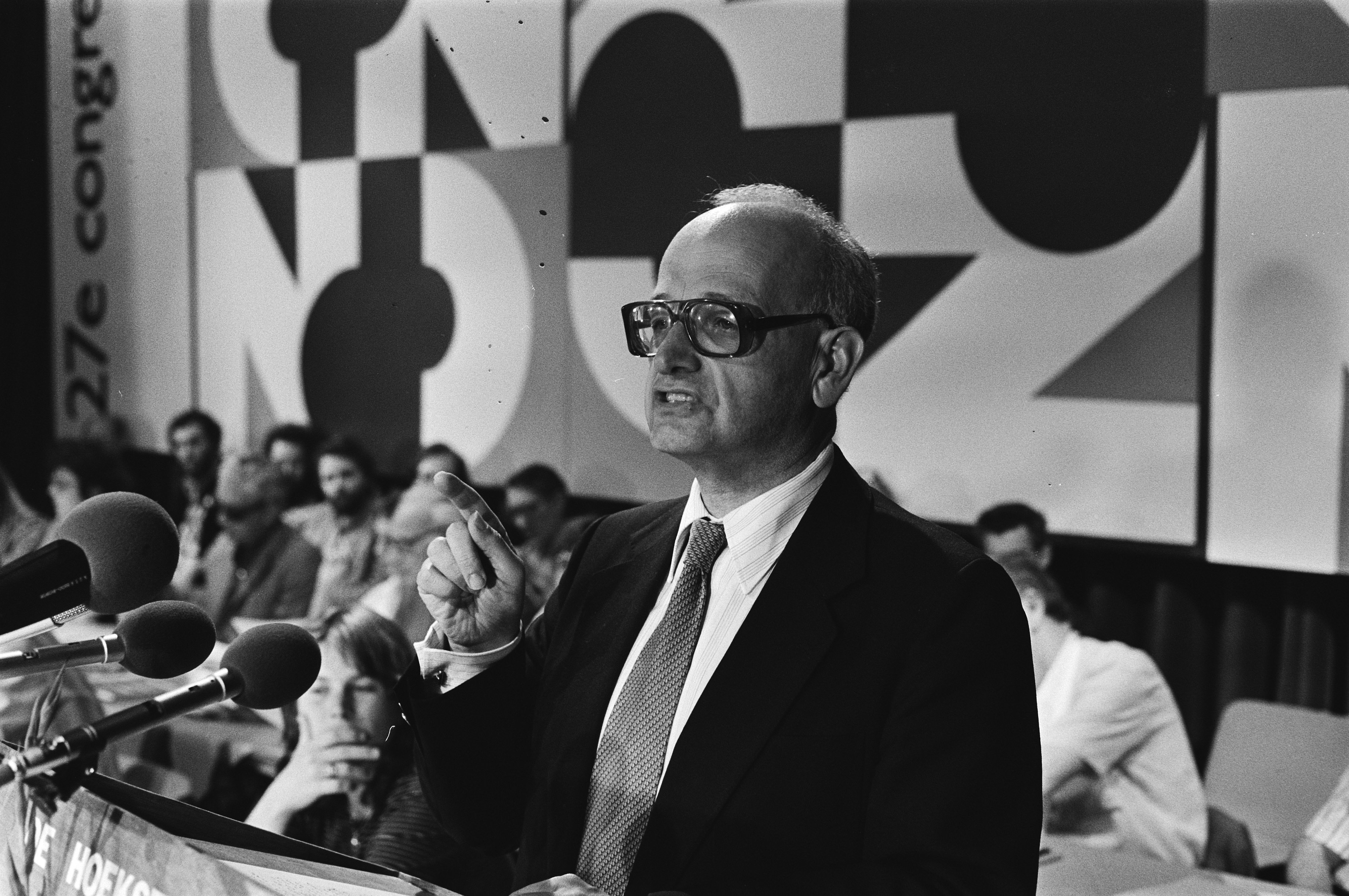
CPN congres: Wolff tijdens rede (1980).

Johan Frederik (Joop) Wolff (Velsen, 14 maart 1927 – Amsterdam, 7 januari 2007) was een Nederlands communistisch politicus. Namens de CPN was hij van 1967 tot 1982 lid van de Tweede Kamer der Staten-Generaal.

## Levensloop
Wolff stamde uit een arm arbeidersgezin. Zijn vader, beambte, was al voor zijn geboorte in 1926 overleden; zijn moeder verdiende als verpleegster het gezinsinkomen. Wolff voltooide de mulo. Hij kwam in 1943 in het Haarlemse verzet en werd CPN-lid. Hij bleef dat tot aan de opheffing op 15 juni 1991. Toen in 1989 GroenLinks opgericht werd werd hij daarin bloedgroeplid; dat niet met alle enthousiasme: hij was het niet eens met de volledige integratie van de vier samenstellende partijen EVP, PPR, PSP, en CPN tot één GroenLinks.
Wolff werd na in het verzet tijdens de Tweede Wereldoorlog actief geweest te zijn een actief politicus voor de CPN; in 1947 rolde hij het partijbestuur in, waarin hij bleef tot 1982. Hij was lang bestuurder van het Algemeen Nederlands Jeugd Verbond, een communistische jeugdbond. Later werd hij hoofdredacteur van het communistische dagblad en partijkrant De Waarheid (1958-1978), na sinds 1945 al journalist geweest te zijn en samen met broer Jaap Wolff in 1945 een jeugduitgave van de krant, Één, opgericht te hebben, dat in de jaren vijftig werd opgeheven. Gedurende de periode 1956-1957 was hij correspondent te Moskou, waar hij toen ook woonde.
Als Tweede Kamerlid (1967-1982, met een half jaar onderbreking in 1977) nam hij vaak op scherpe toon deel aan debatten over de nasleep van de Tweede Wereldoorlog, zoals in de zaak-Menten, het SS-lidmaatschap van Willem Aantjes, de Drie van Breda. Hij nam het op voor oorlogs- en verzetsslachtoffers. Ook is hij bekend voor zijn inzet bij de herziening van de Grondwet in 1983, waar hij in het bijzonder zich inzette voor de antidiscriminatie-bepaling in artikel 1. Hij verzette zich tegen biochemisch onderzoek naar de oorzaken van criminaliteit bij delinquenten en tegen beroepsverboden voor communisten voor vertrouwensfuncties bij de (semi-)overheid. 5 mei als Bevrijdingsdag in ere houden was nog een strijdpunt.
Uit de dissertatie van Beatrice de Graaf blijkt dat Joop Wolff in november 1977 samen met Hermann Axen, de chef van de Abteilung Internationale Verbindungen van het Zentralkomitee van de SED de plannen heeft doorgesproken voor een brede volksbeweging tegen de neutronenbom. De partijvoorzitter van de CPN Henk Hoekstra had dat al eerder gedaan met de Sovjet-Russische partijideoloog Soeslov. Samen met Nico Schouten vormde Wolff de twee belangrijkste met de CPN verbonden strategen van het Komitee Stop de Neutronenbom. Schouten als gezicht naar buiten, Wolff meer op de achtergrond.
Als lid van een kleine fractie was hij woordvoerder op vele terreinen: justitie, politie, cultuur, media en defensie. Op 1 februari 1982 zat Wolff voor het laatst in de Tweede Kamer.
Joop Wolff overleed op 79-jarige leeftijd.

## Familie
Joops broer Jaap Wolff is eveneens een actief lid van de CPN en journalist bij de Waarheid geweest.